# Operacja Kaukaz
Operacja Kaukaz (ros. Операция Кавказ) – radziecka operacja wojskowa rozpoczęta w 1970 roku, która miała na celu wsparcie egipskiego lotnictwa i obrony przeciwlotniczej podczas wojny na wyczerpanie z Izraelem, a także zabezpieczenie radzieckich systemów rakietowych ziemia-powietrzne rozlokowanych na terytorium Egiptu. Mimo iż wojna skończyła się podpisaniem zawieszenia ognia 7 sierpnia 1970 roku, to operację ostatecznie zakończono w 1972 roku wycofaniem resztek personelu radzieckiego z Egiptu na prośbę prezydenta Anwara Sadata.

## Tło wydarzeń
Koniec wojny sześciodniowej w 1967 roku nie stanowił zakończenia konfliktu arabsko-izraelskiego. Państwa arabskie nie mogły się pogodzić ze zwycięstwem Izraela oraz ze wzrostem jego pozycji w regionie. We wrześniu 1967 roku odbyła się konferencja w Chartumie, na której do głosu doszli zwolennicy prowadzenia zdecydowanej polityki wobec Izraela. Uznali, że nie można prowadzić żadnych negocjacji i rozmów pokojowych z politykami izraelskimi. Egipcjanie nie pogodzili się ze stratą Synaju, a Izrael nie akceptował postanowień Rezolucji Rady Bezpieczeństwa ONZ nr 242 nakazującej mu zwrot zdobytych terytoriów. W wyniku napięć politycznych doszło do, początkowo pojedynczych później regularnych, ostrzałów pozycji jednej i drugiej strony nad Kanałem Sueskim. Toczący się od 1967 do 1970 roku konflikt nazwany został wojną na wyczerpanie. Gamal Abdel Naser wierzył, że przedłużający się zatarg doprowadzi do osłabienia Izraela. W trakcie konfliktu dochodziło do operacji desantowych, naruszeń przestrzeni powietrznych, ostrzałów i wypadów komandosów na tyły wroga. Egipt chciał przez to utrzymać zainteresowanie międzynarodowe sytuacją nad Kanałem Sueskim i zyskać sojuszników. Naser otrzymał szeroką pomoc wojskową ze Związku Radzieckiego. Z kolei Izrael nie chciał pokazać słabości i wycofać się z pozycji na zachodzie Synaju mimo strat wśród żołnierzy stacjonujących na linii Bar-Lewa. Obszar walk w trakcie wojny na wyczerpanie był również poligonem doświadczalnym dla nowego sprzętu amerykańskiego i radzieckiego.

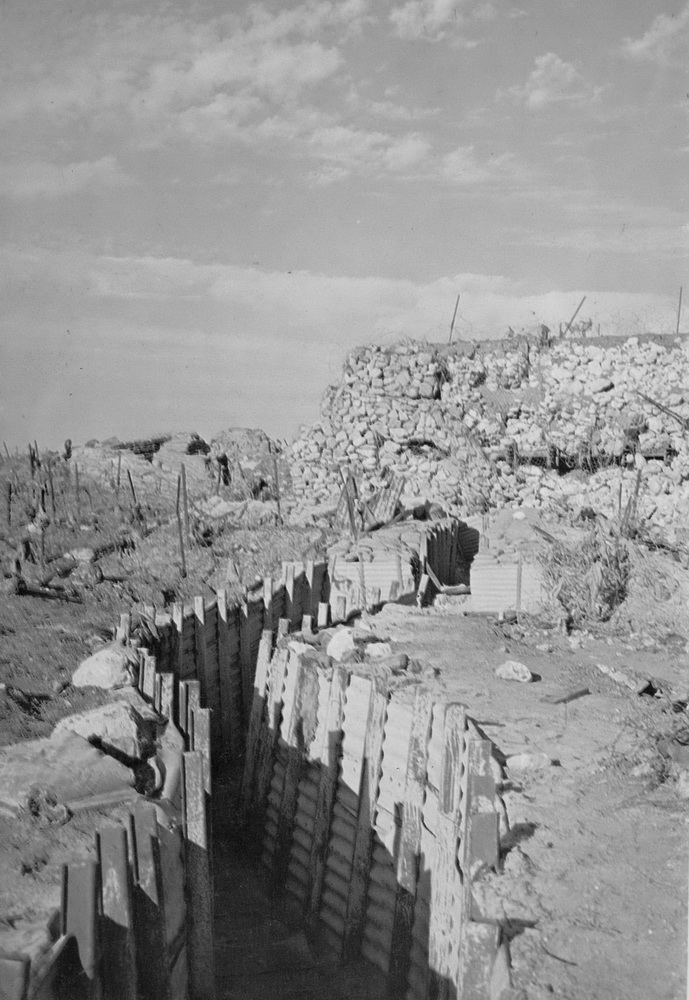
Izraelska linia Bar-Lewa wzdłuż wschodniego wybrzeża Kanału Sueskiego

Mimo iż w Egipcie znajdowali się radzieccy doradcy wojskowi, a ZSRR sprzedawał egipskiej armii uzbrojenie, to już po wojnie sześciodniowej Naser zwrócił się do państw Układu Warszawskiego oraz samego Związku Radzieckiego o zwiększenie liczby sprzętu wysyłanego na Bliski Wschód oraz zwiększenie bezpośredniej obecności wojsk radzieckich w Egipcie. Władysław Gomułka miał odpowiedzieć, iż w tamtym czasie Ludowe Wojsko Polskie nie posiadało sił i środków, które mogłyby być udostępnione Egiptowi. Początkowo ZSRR chciał, aby pomoc została udzielona w ramach całego Układu Warszawskiego, jednak niechęć Rumunii, Jugosławii i Bułgarii sprawiły, że Andriej Gromyko obiecał Egiptowi pomoc w ramach bilateralnych umów. Wraz z nowym sprzętem wojskowym do Egiptu przybywali doradcy, którzy oprócz szkoleń z użytkowania go, służyli pomocą w planowaniu działań egipskiej armii podczas wojny na wyczerpanie. Już w 1968 roku doradcy donosili, że niestety Egipcjanie nie są w stanie przejść z działań statycznych, ostrzałów artyleryjskich i krótkich wypadów na wschodni brzeg Kanału Sueskiego do większej ofensywy ze względu na brak ducha walki oraz niskie morale wśród żołnierzy. Ponadto radzieccy wojskowi zwracali uwagę na niską skuteczność egipskich ostrzałów artyleryjskich izraelskich pozycji. Dochodziło do sytuacji, w których tworzono specjalne radzieckie oddziały mające na celu odnalezienie zestrzelonych obiektów (na terenie Egiptu oraz Synaju) i wysyłanie ich bezpośrednio do Moskwy. Izraelski wywiad donosił o tym, iż w tamtym czasie koordynacja ognia artyleryjskiego została przejęta przez przedstawicieli z ZSRR.
Inna sytuacja była w przypadku sił powietrznych. Sowieci uruchomili program szkoleń egipskich pilotów na samolotach Su-7, MiG-17 i MiG-21. Izraelczycy zaczęli mieć problemy z zestrzeliwaniem, w powietrzy i z lądu, egipskich maszyn. Wobec tego pod koniec 1968 roku Izraelczycy zwrócili się do rządu Stanów Zjednoczonych z prośbą o sprzedaż samolotów F-4 Phantom. Radzieckie doświadczenia ze zwalczaniem Phantomów zebrane z wojny w Wietnamie sprawiły, że Sowieci jeszcze w 1968 roku zaczęli sprzedawać Egiptowi systemy przeciwlotnicze S-75 oraz rozmieścili na egipskich lotniskach swoje samoloty rozpoznawcze. Izraelczycy zmienili również taktykę działania. Każdy egipski ostrzał artyleryjski spotykał się z nalotami na cele strategiczne, stanowiska przeciwlotnicze (tzw. latająca artyleria) lub pojedynczymi atakami sił uderzeniowych.

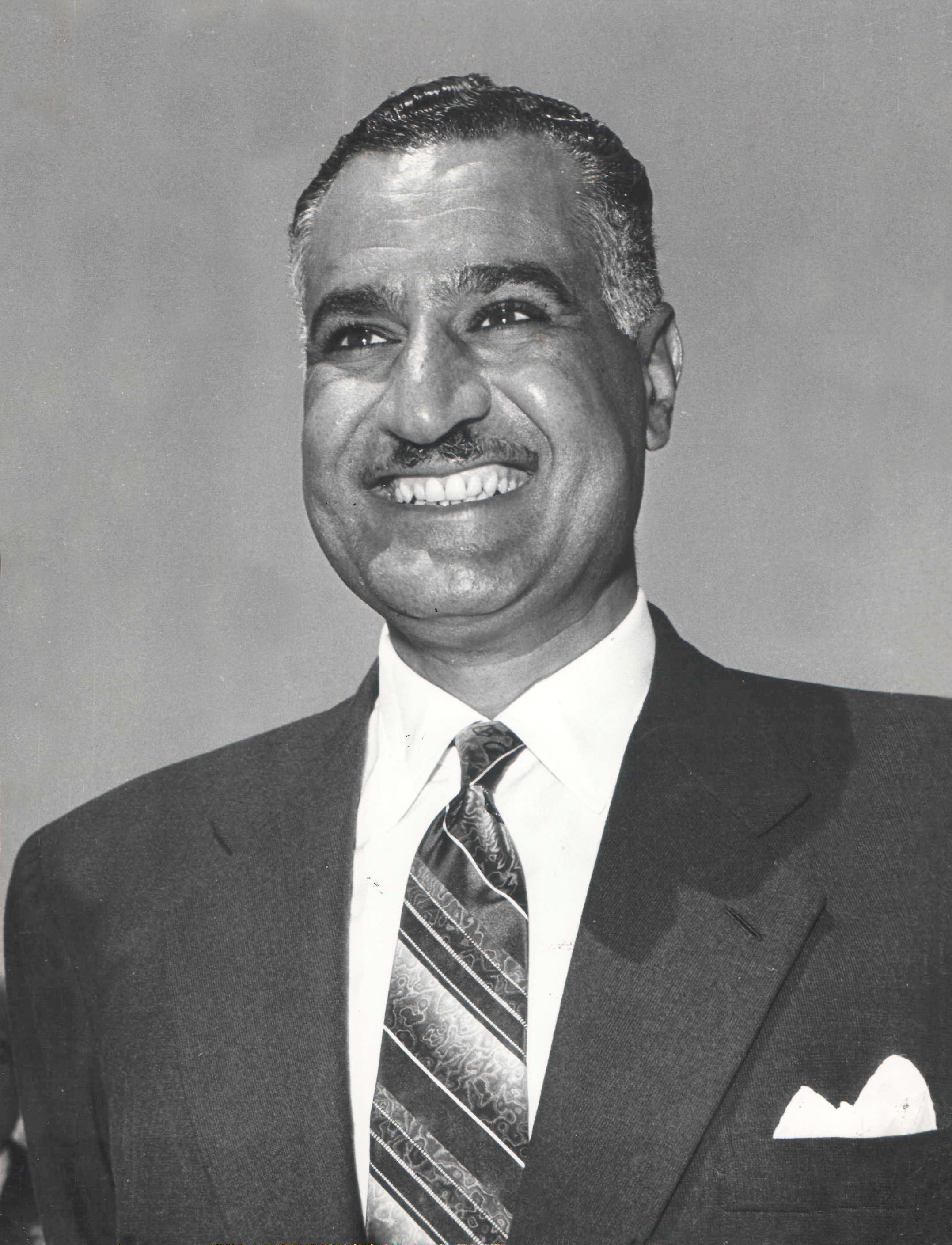
Gamal Abdel Naser

W 1969 roku radzieccy doradcy zaczęli naciskać na Egipcjan, aby ci zaczęli przeprowadzać większą ilość pojedynczych ataków komandosów na izraelskie umocnienia lub zaczęli przeprowadzać wypady na tyły przeciwnika. Mimo bagatelizowania ich przez prasę lub literaturę izraelską, to przynosiły one skutki i wielokrotnie kończyły się sukcesem. W tym samym roku ZSRR dostarczył Egiptowi kolejną partię systemów S-75M, które miały ochraniać Kair, Port Said, Ismailię i Suez. Jednak od 20 do 24 lipca Izraelczycy ostrzelali stanowiska sześciu z siedmiu dywizjonów. Sprawiło to, że egipska obrona przeciwlotnicza w rejonie Kanału Sueskiego przestała istnieć. 17 czerwca 1969 roku w celu zademonstrowania panowania w powietrzu Izraelczycy dokonali przelotu swoimi Mirrage’ami III przelecieli na niskim pułapie nad Kairem tak, aby wytworzyć grom dźwiękowy. W ramach sowieckiej odpowiedzi na taką sytuację Egipcjanie otrzymali pierwsze partie pocisków rakietowych klasy ziemia-powietrze 9K32 Strieła 2. Pierwsze ich bojowe wykorzystanie datuje się na 19 sierpnia.
2 sierpnia 1969 roku do Ministerstwa Obrony ZSRR zostali wezwani dowódcy Wojskowych Sił Powietrznych ZSRR, aby od ministra Andrieja Grieczki dowiedzieć się o utworzeniu Lotniczej Grupy Zadaniowej w ZSRR. W skład formacji wszedł 135. Pułk Lotnictwa Myśliwskiego i 35. Samodzielna Eskadra Lotnictwa. Po tym spotkaniu rozpoczęto także intensywne szkolenia nad Morzem Kaspijskim i Czarnym.
Izraelskie naloty na cele militarne uzupełniane były także atakami na strategiczne cele cywilne. Miało to doprowadzić do destabilizacji kraju. W związku z tym, 9 grudnia, Naser wizytował w Moskwie. Poprosił on władze radzieckie o sprzedaż bardziej zaawansowanych systemów do zwalczania izraelskiego lotnictwa oraz o bombowce dalekiego zasięgu. Sowieci odmówili, twierdząc, że armia egipska nie byłaby w stanie ich obsłużyć, co zmusiłoby ZSRR do zwiększenia kontyngentu doradców w Egipcie. Źródła rosyjskojęzyczne podają, iż w grudniu 1969 roku w ZSRR, na szczeblu partyjnym i wojskowym, podjęto decyzję o udzieleniu pomocy Egiptowi. Kolejne izraelskie ataki przeprowadzane Phantomami z pierwszych partii ze Stanów Zjednoczonych sprawiły, że Naser udał się z kolejną wizytą do Moskwy 22 stycznia 1970 roku. Tym razem decydenci sowieccy skłonni byli wysłać do Egiptu systemy S-75 oraz nowe systemy S-125. Wiązałoby się to jednak z potrzebą przeprowadzenia długotrwałych szkoleń. Ponadto rozmieszczenie tych zestawów wymagałoby dodatkowej ochrony ze strony sił powietrznych. Naser zagroził, że jeżeli ZSRR nie zgodzi się mu pomóc, to zrezygnuje, a jego miejsce może zająć ktoś o bardziej proamerykańskich poglądach. Leonid Breżniew znał znaczenie Egiptu w regionie, a także wiedział ile ZSRR zaangażował już sił i środków w pomoc dla Egiptu. Ostatecznie zgodził się pomóc Naserowi, jednak cała operacja miała zostać utrzymana w tajemnicy, radzieccy żołnierze mieli otrzymać egipskie mundury, a sprzęt miałby być pomalowany w egipski kamuflaż i otrzymać egipskie oznaczenia.

## Przygotowania do operacji
Według rosyjskojęzycznych źródeł na przełomie lat 1969–1970 do Egiptu miała udać się grupa radzieckich wojskowych w celu dokonania rekonesansu na miejscu i wybrania najlepszych miejsc dla zestawów przeciwlotniczych. Kolejna grupa wyleciała do Kairu 9 stycznia 1970 roku. W jej trakcie opracowano plany rozmieszczenia radzieckiego sprzętu według zasięgu izraelskiego lotnictwa i artylerii, przygotowano rozwiązania konstrukcyjne dla stanowisk ogniowych systemów plot., schronów i bunkrów. Uzgodniono także sposoby wykorzystywania egipskich lotnisk przez radzieckich pilotów. Pod koniec stycznia ówczesny naczelny dowódca Wojsk Obrony Powietrznej ZSRR marszałek Pawieł Baticki przedstawił Naserowi raport wspólnych prac egipskich i radzieckich wojskowych w zakresie wyposażenia i przygotowania stanowisk ogniowych. Po powrocie ten sam raport marszałek Baticki wraz z gen. płk. Afanasijem Szlegowem (Wojska Obrony Powietrznej ZSRR), gen. płk. sił powietrznych Aleksandrem Jefimowem i adm. Floty ZSRR Siergiejem Gorszkowem pozytywnie zaopiniowali możliwość przeprowadzenia operacji.
13 stycznia wydano rozkaz sformowania i skoordynowania oddziałów i jednostek mających wziąć udział w operacji w Egipcie. Łącznie było to 32 000 generałów, oficerów i żołnierzy. Zgrupowanie to obejmowało 18. Dywizję Rakiet Przeciwlotniczych Specjalnego Przeznaczenia oraz Grupę Lotnictwa Myśliwskiego, w skład której weszli doradcy, technicy, specjaliści oraz pod dowództwem gen. płk. Iwana Katyszkina (ówcześnie dowódcy sił specjalnych ZSRR w Egipcie). Po sformowaniu oddziałów wysłano je od razu na poligon Aszuluk w obwodzie astrachańskim, do Jangadży w Turkmeńskiej SRR oraz pod Równe. Wszystkie one szkoliły się w koordynacji działań obrony plot., zagłuszaniu i ostrzeliwaniu celów. Jednocześnie dowódcy oddziałów zostali poinstruowani przez Grieczkę, że do Egiptu wysyłani są wyłącznie w celach szkoleniowych i obronnych, pod żadnym pozorem mają nie wspomagać sił egipskich, gdyby te przeszły do ofensywy.
30 stycznia na mocy zarządzenia Grieczki utworzono grupę operacyjną „Kaukaz”, która otrzymała zadanie obrony przeciwlotniczej radzieckich wojsk w Egipcie. Szefem tej grupy został generał broni Siergiej Kriwpliasow. Grupa miała charakter samodzielny w Sztabie Generalnym, a podlegała Ministerstwu Obrony ZSRR, Szefowi Sztabu Generalnego oraz jego zastępcy.

## Skład sił radzieckich

### 18. Dywizja Rakiet Przeciwlotniczych Specjalnego Przeznaczenia
Powstała z rozkazu ministra obrony narodowej ZSRR 13 stycznia 1970 roku i weszła w skład Operacyjnego Zgrupowania Sił Specjalnych powołanego do pomocy egipskiemu lotnictwu i wojskom obrony przeciwlotniczej w walce z izraelskimi nalotami na cele strategiczne w głębi kraju. Dywizję sformowano z jednostek Wojsk Obrony Powietrznej ZSRR i Wojsk Obrony Powietrznej Sił Lądowych ZSRR. Dowódcą formacji został gen. mjr Aleksiej Smirnow. Uzbrojenie dywizji składało się m.in. z: zestawów S-125, samobieżne działo przeciwlotnicze ZSU-23-4 Szyłka, radarów P-15, przeciwlotniczych pocisków rakietowych klasy ziemia-powietrze 9K32 Strieła 2, stacji zagłuszania R-388 Takan, SPB-7, SPO-8, POST-3M.
W skład dywizji wchodziły:
- dowództwo dywizji,
- 85. brygada rozlokowana pod Heluanem,
- 86. brygada rozlokowana na koło lotniska Kair-Zachód,
- 87. brygada rozlokowana pod Inszasem,
- 4. brygada powietrznodesantowa rozlokowana pod Al-Amirijją,
- 1058. dywizjon rozlokowany pod Marsa Matruhą,
- 8. dywizjon rozlokowany pod Asuanem,
- ośrodek walki elektronicznej

### Grupa Lotnictwa Myśliwskiego ZSRR w Egipcie
Zadaniem grupy była ochrona przestrzeni powietrznej Egiptu oraz wybranych celów strategicznych przez atakami lotniczymi. Ponadto personel grupy przeprowadzał szkolenia dla pilotów egipskich.

#### 135. Pułk Lotnictwa Myśliwskiego

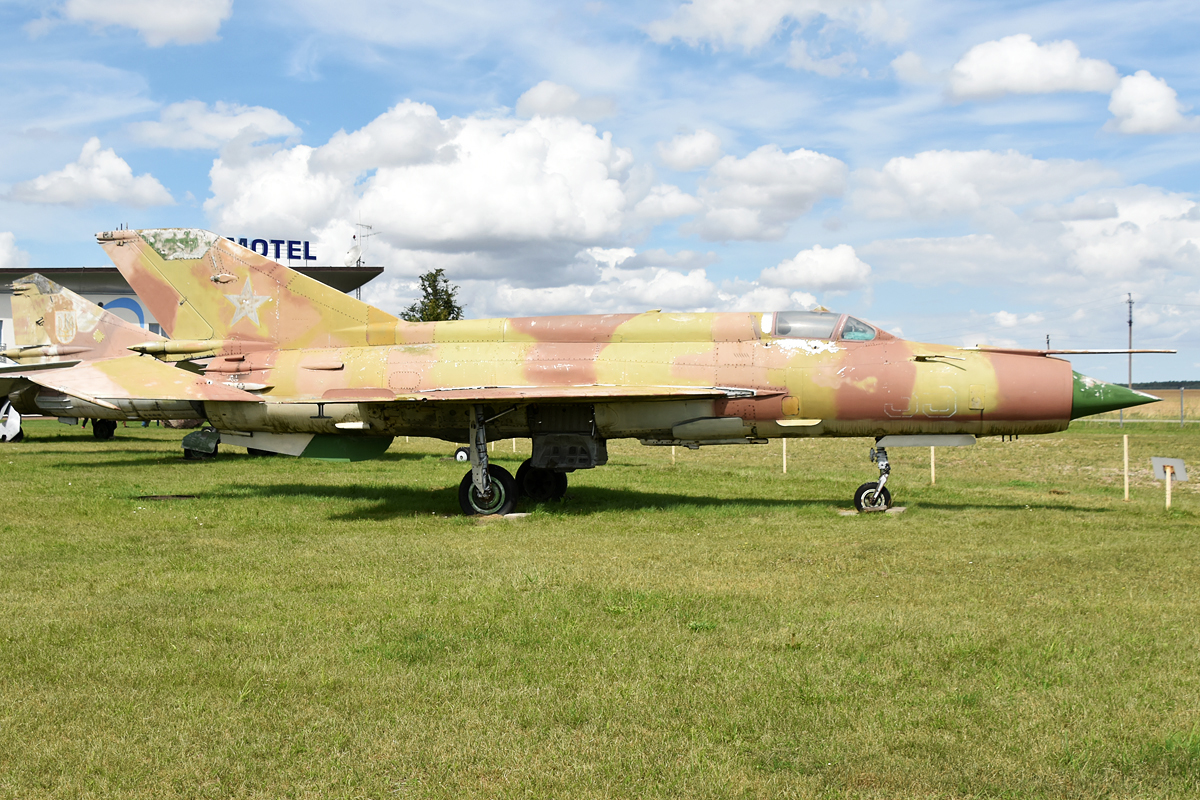
MiG-21MF

Pułk składał się z trzech eskadr powietrznych i zaplecza technicznego. Łącznie 60 lotników i 40 samolotów MiG-21MF pod dowództwem płk Konstantina Korotiuka (do 20 grudnia 1970 roku). Do dyspozycji pułku były lotniska w Bani Suwajf, Kawm Uszim, lotnisko zapasowe w Zafaranie. Zadaniem pułku była ochrona Kairu od południowego wschodu, obiekty przemysłowe w środkowym Egipcie oraz tamy asuańskiej.

#### 35. Samodzielna Eskadra Lotnictwa
Eskadra składała się z 42 pilotów i 30 samolotów MiG-21MF i MiG-21RF pod dowództwem płk Jurija Nastienki. Zadaniem eskadry była ochrona północnego wybrzeża Egiptu oraz obiekty przemysłowe od Port Saidu do Marsa Matruhy. Do dyspozycji eskadry wydzielono lotniska w Aleksandrii, Dżankalis i Katamie.

#### 63. Specjalna Eskadra Lotnicza

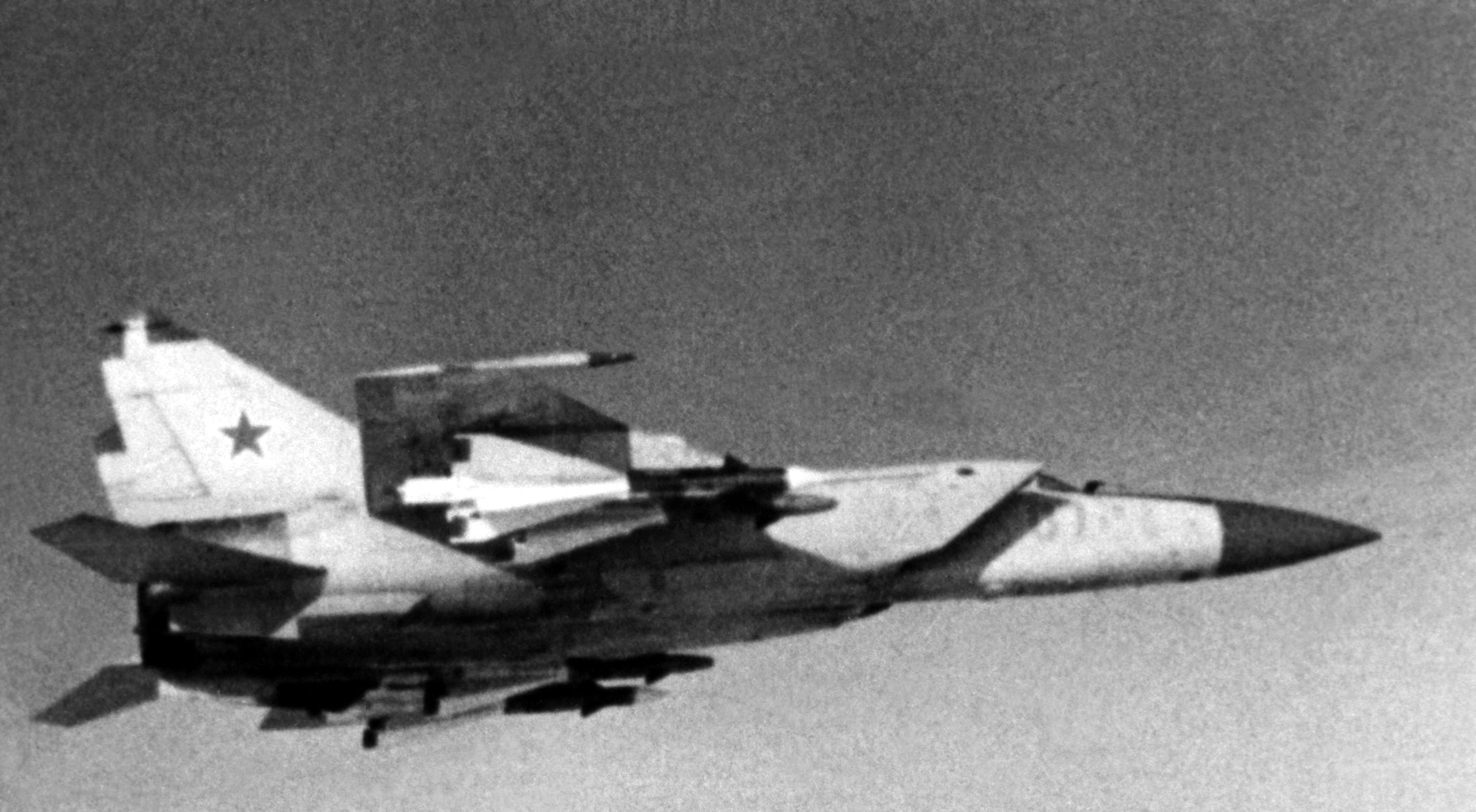
MiG-25

Eskadra została specjalnie sformowana z sześciu pilotów oblatujących samolot MiG-25R/RB w warunkach egipskich. Eskadrą dowodził płk Aleksandr Bieżewiec.

#### 90. Samodzielny Dywizjon Zwiadu Dalekiego Zasięgu

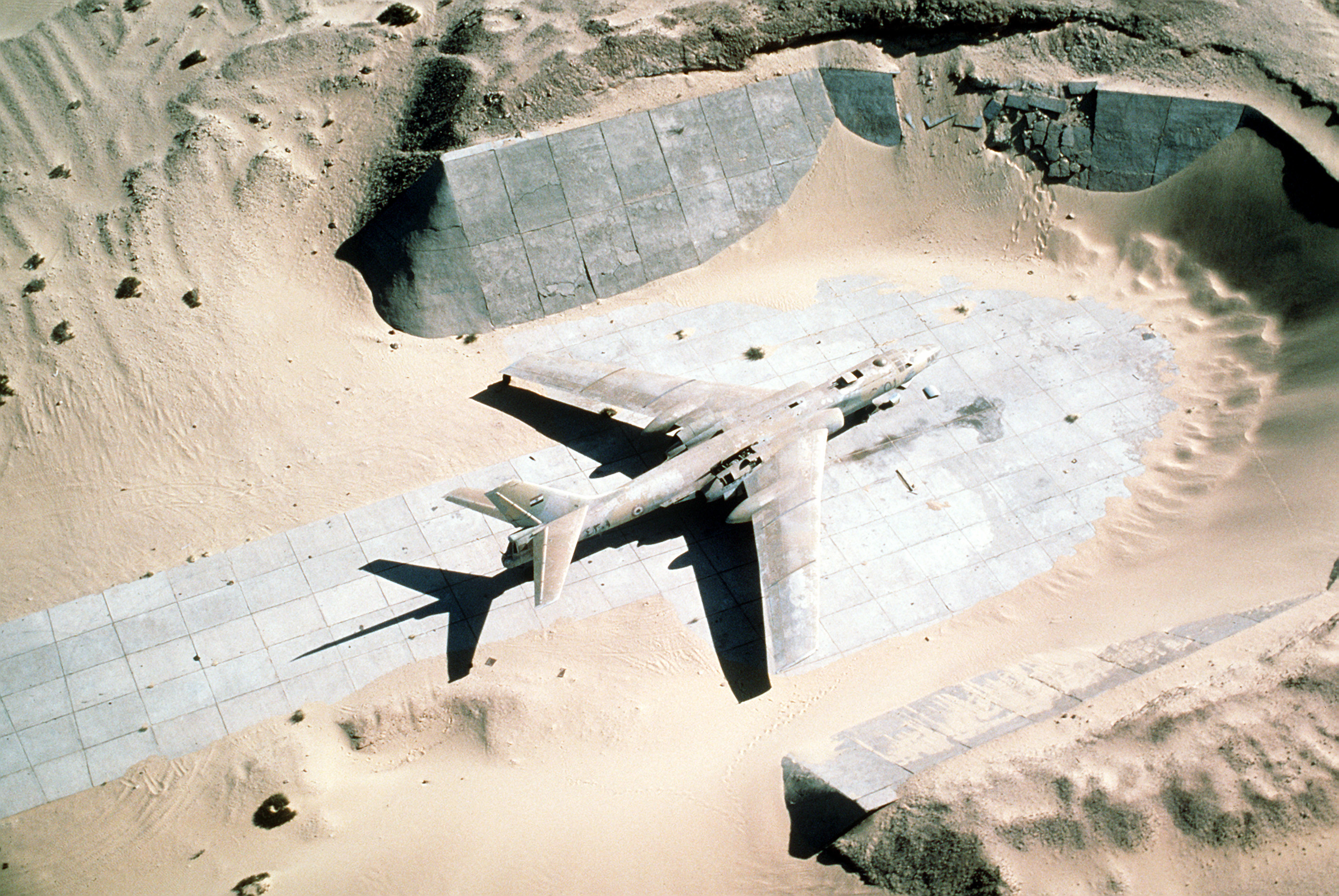
Tu-16 w Egipcie, 1981 rok

Już w 1968 roku ZSRR podpisało umowę z Egiptem, która pozwalała radzieckim samolotom zwiadowczym na korzystanie z egipskich lotnisk w celu przeprowadzania zwiadu i rozpoznania powietrznego nad Egiptem i Morzem Śródziemnym na potrzeby obu państw. Wówczas na terytorium Egiptu zaczęło stacjonować 6 samolotów zagłuszających Tu-16R, a od 1969 roku również samoloty Be-12, An-12PP i An-24. Dywizjon podlegał bezpośrednio Naczelnemu Doradcy Wojskowemu w Ministerstwie Obrony Egiptu gen. Piotrowi Łaszczence. W tym samym roku dywizjon otrzymał na wyposażenie dwa samoloty Ił-38, a w późniejszych latach również samoloty Tu-16K-11-16. W trakcie swojej służby samoloty dywizjonu używały egipskich oznaczeń oraz maskowania.

### 5. Śródziemnomorska Eskadra MW ZSRR
Od lat 60. XX wieku Marynarka Wojenna ZSRR wprowadziła na strategicznych akwenach wodnych tzw. służbę bojową. Polegała ona na tym, iż początkowo pojedyncze okręty, a następnie eskadry stacjonowały w gotowości bojowej do obrony politycznych, gospodarczych i wojskowych interesów ZSRR. Jednym z takich akwenów było Morze Śródziemne, na którym powołano do życia w 1967 roku 5. Śródziemnomorską Eskadrę MW ZSRR. Była to formacja do zadań specjalnych o stałym dowództwie, kwaterze i sztabie łączności, ale z rotacyjną ilością okrętów z różnych flot. Najczęstszymi punktami zakotwiczenia okrętów eskadry były Aleksandria, Port Said, Latakia i Tartus. W Aleksandrii władze egipskie wydzieliły dla eskadry oddzielne nadbrzeże z zapleczem remontowym. Dowódca okrętów w Aleksandrii miał specjalne uprawnienia do bezpośredniego kontaktu z egipską armią i władzami politycznymi w sprawie kwestii dotyczących funkcjonowania, zaopatrzenia i składu eskadry. W latach 1967–1972 na lotnisku Kair-Zachód stacjonowała eskadra zwiadu lotnictwa morskiego.

## Przebieg operacji

### Początki operacji
1 lutego 1970 roku 35. Samodzielna Eskadra Lotnictwa rozpoczęła służbę bojową w egipskiej przestrzeni powietrznej. Samoloty posiadały egipskie insygnia oraz kamuflaż, jednak pilotowane były przez sowieckich lotników.
20 lutego do Egiptu przybyli specjaliści i inżynierowie, którzy nadzorować mieli budowę stanowisk ogniowych dla radzieckich systemów plot.

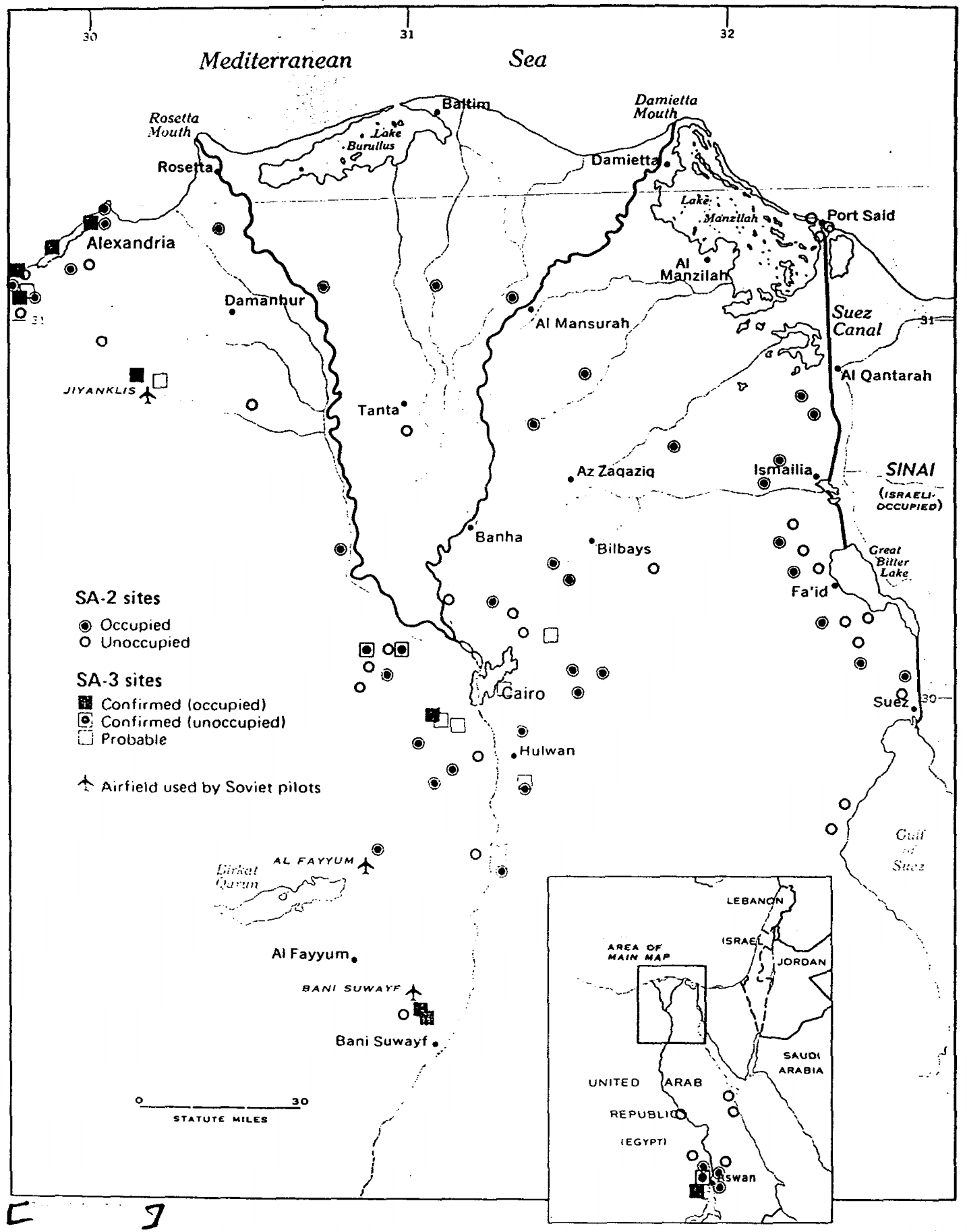
Mapa ukazująca przypuszczalne rozmierzenie radzieckich systemów S-75 (SA-2) i S-125 (SA-3) oraz lotnisk używanych przez ZSRR

W związku z tym, iż operacja miała pozostawać w tajemnicy, to żołnierze musieli oddać wszystkie dokumenty osobiste, przebrać się w cywilne ubrania, część z nich miała udawać turystów, inni członków radzieckiej misji rolniczej w Egipcie. Kapitanowie okrętów transportowych nie zostali poinformowani o porcie przeznaczenia, a kolejne koordynaty były przekazane w specjalnych kopertach, które można było otworzyć dopiero po osiągnięciu punktu z poprzedniej koperty. Próby ucieczki z okrętu miały być karane śmiercią. Mimo wysiłków, aby transport pozostał tajemnicą, to wiadomość o nim została ujawniona przez Amerykanów, a izraelskie stacje radiowe informowały o radzieckiej pomocy wojskowej dla Egiptu. Izraelskie radio nadawać zaczęło audycje specjalnie w języku rosyjskim dla radzieckiego personelu w Egipcie. 5 i 8 marca do Aleksandrii przybyły pierwsze dwa radzieckie towarowce („Róża Luksemburg” i „Gieorgij Cziczerin”). Rozładunek odbywał się nocą. Sowieci otrzymali egipskie umundurowanie. Już wcześniej, przed przybyciem głównych sił, na miejscu pojawili się technicy, którzy zajęli się składaniem samolotów MiG dostarczonych do Egiptu w częściach. Samoloty te, według amerykańskiego wywiadu, miały znaleźć się w Egipcie w styczniu 1970 roku. 6 marca na miejsce przybył personel lotniczy oraz doradcy wojskowi. Tego samego dnia Izraelczycy dokonali demonstracyjnego przelotu nad lotniskiem, na którym trwał wyładunek radzieckiego sprzętu. Wszyscy przybywający do Egiptu żołnierze radzieccy musieli odbyć pięciodniową kwarantannę.
Po rozładunku rakiet, systemów plot., broni oraz reszty zaopatrzenia zostały one załadowane do wagonów kolejowych lub na ciężarówki i wyruszyły w kolumnach transportowych do miejsc przeznaczenia.
Mimo tego, iż prace inżynieryjno-budowlane rozpoczęto przed marcem, to systemy plot. i ich obsługa musiały rozlokować się na tymczasowych stanowiskach, ponieważ gotowość stanowisk przewidziano na kwiecień. Żołnierze radzieccy byli skoszarowani głównie w ziemiankach o nazwie „malga”. Piaszczyste podłoże uniemożliwiało budowę standardowych ziemianek, co zmusiło żołnierzy do kopania dużych dziur, w które wpuszczano metalowe żeberkowe konstrukcje. Następnie obkładano je workami z piaskiem, a czasami przysypywano dodatkowo piaskiem.
Stanowiska ogniowe dla systemów składały się z pozycji głównej, zapasowej oraz pozorującej. Żelbetonowy bunkier znajdujący się na pozycji głównej posiadał kilka wejść do środka, które maskowano brezentem. Na górze bunkra znajdowała się zamaskowana antena umocniona workami z piaskiem. 4 wyrzutnie rakiet również były ulokowane na specjalnych żelbetonowych podstawach. W odległości 200–300 metrów od anteny rozlokowywano stanowiska Szyłek, a w promieniu 2-3 kilometrów od bunkra znajdowały się wyrzutnie Strieł 2. O świecie na pozycję przyjeżdżała obsługa, w momencie, kiedy Izraelczycy zaprzestawali nalotów, żołnierze wracali do koszar.

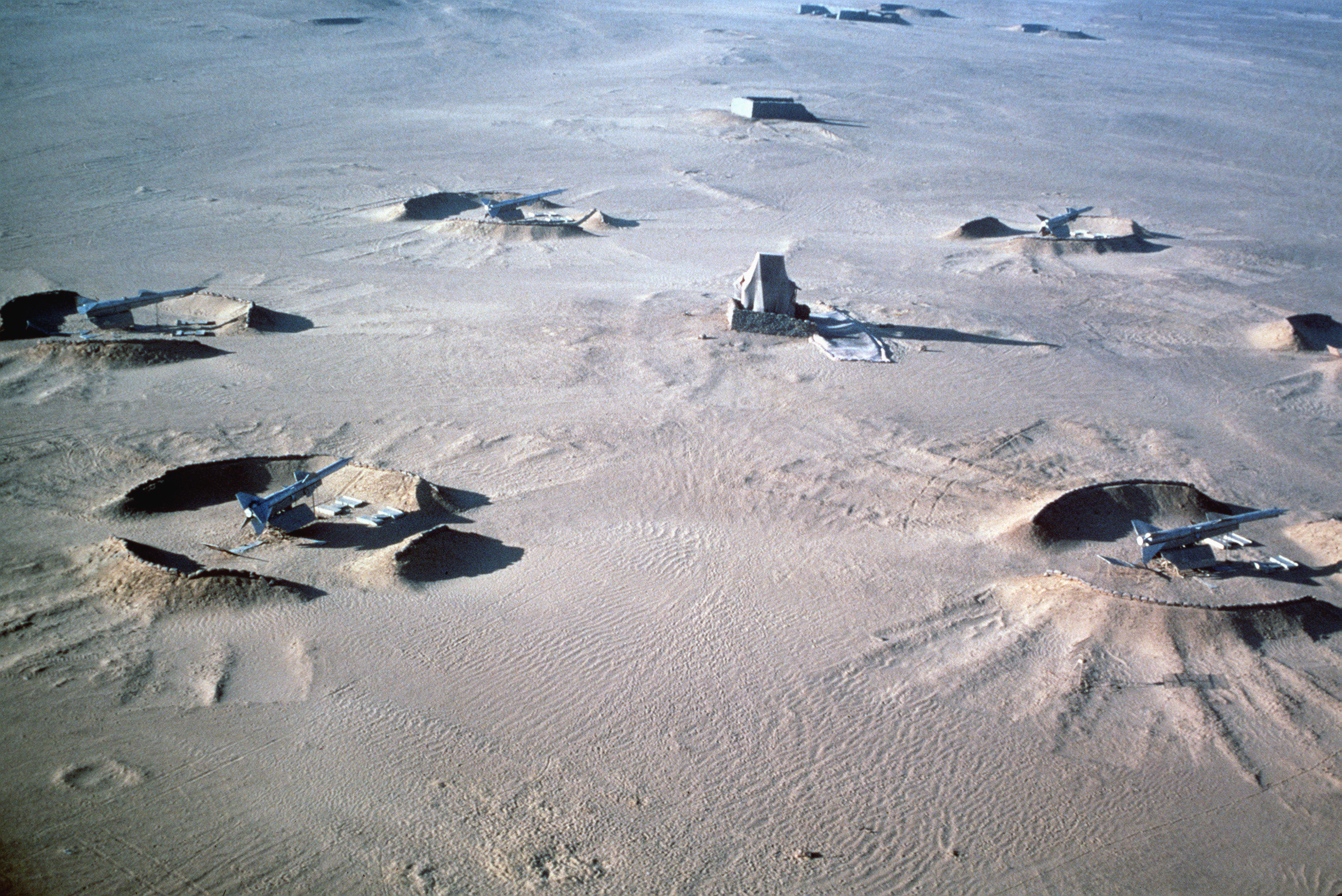
Stanowiska S-75

Pierwszy batalion przeciwlotniczy rozpoczął służbę bojową w nocy z 13 na 14 marca 1970 roku. 30 minut po rozpoczęciu służby radary wykryły samolot, a dowódca batalionu – ppłk. Nikołaj Kutynciew, po wcześniejszym zweryfikowaniu z egipskimi oficerami dyżurnymi, otrzymał zgodę na zestrzelenie. Cel został trafiony 200 metrów nad ziemią o godzinie 06:19. Okazało się, iż był to egipski Ił-28BM. Po tym wydarzeniu przeprowadzono inspekcje egipskich samolotów, która wykazała, że Egipcjanie używają wycofanych w ZSRR systemów identyfikacji swój-obcy Kriemnyj 1. Po tym, jak 26 grudnia 1969 roku Izraelczycy zdobyli w Ras Gharib radar P-12 (operacja Tarnegol 53) w radzieckim sprzęcie montowano system Kriemnyj 2. Kolejny incydent miał miejsce 18 marca, kiedy pociskami Strieła 2 ostrzelano cywilny samolot An-24. Mimo uszkodzonego silnika załoga byłą w stanie awaryjnie wylądować. Te dwa wydarzenia zmusiły Egipcjan do wymiany transponderów oraz przestrzegania rozkazu, iż wszystkie samoloty lecące poniżej 6 km i bliżej niż 25 km będą uważane za jednostki wroga. Mimo to na przełomie marca i kwietnia dochodziło do licznych przelotów izraelskich Phantomów nad radzieckimi stanowiskami bez reakcji tych drugich. Wynikało to z faktu, iż Izraelczycy wykorzystywali ukształtowanie terenu oraz latali na niskich wysokościach, a Sowieci kilkukrotnie weryfikowali, czy lecące jednostki należą do wroga czy można uznać za „swoje”. Na przełomie marca i kwietnia doszło do kilku takich sytuacji, w których obrona przeciwlotnicza nie zdążyła zareagować.

### Radziecko-izraelskie konfrontacje
Pierwsze spotkanie radzieckich i izraelskich pilotów nastąpiło 14 kwietnia. Wówczas dwa samoloty MiG-21MF zmusiły do wycofania się na Synaj dwóch izraelskich samolotów Mirage. Według Ginor i Remeza do pierwszego spotkania doszło 18 kwietnia, kiedy Izraelczycy dwukrotnie dokonywali lotów zwiadowczych w celu rozpoznania egipskich stanowisk. Miało wtedy dojść do nawiązania kontaktu w języku rosyjskim, jednak radzieccy piloci ograniczyli swój lot do wyznaczonej strefy obrony terytorium egipskiego. W związku z tym Dowództwo Południowe nakazało lotnictwu wykonywanie lotów mających na celu zbadanie obszaru, na którym mogli operować Sowieci. Jednocześnie Mosze Dajan poinformował Egipcjan i Sowietów, że Izrael nie chce eskalować konfliktu z ZSRR i ustanawia linię w odległości 30 km od Kanału Sueskiego, za którą nie będą przelatywać Izraelczycy, jeżeli piloci radzieccy nie będą jej również przekraczać.
W maju izraelscy piloci planowali naloty na egipskie cele przy uwzględnieniu czasu mobilizacji i reakcji Sowietów, tak aby móc zaatakować cele i uciec nad Synaj. 22 czerwca para pilotów Salnik-Krapiwin nawiązała kontakt z Izraelczykami. Salink wystrzelił w A-4 Skyhawka dwie rakiety, które trafiły w cel, a samolot spadł do morza. Zestrzelenie nie zostało potwierdzone przez Izrael. Obaj piloci radzieccy zostali odznaczeni w nagrodę Orderami Czerwonej Gwiazdy i otrzymali gratyfikacje pieniężne.

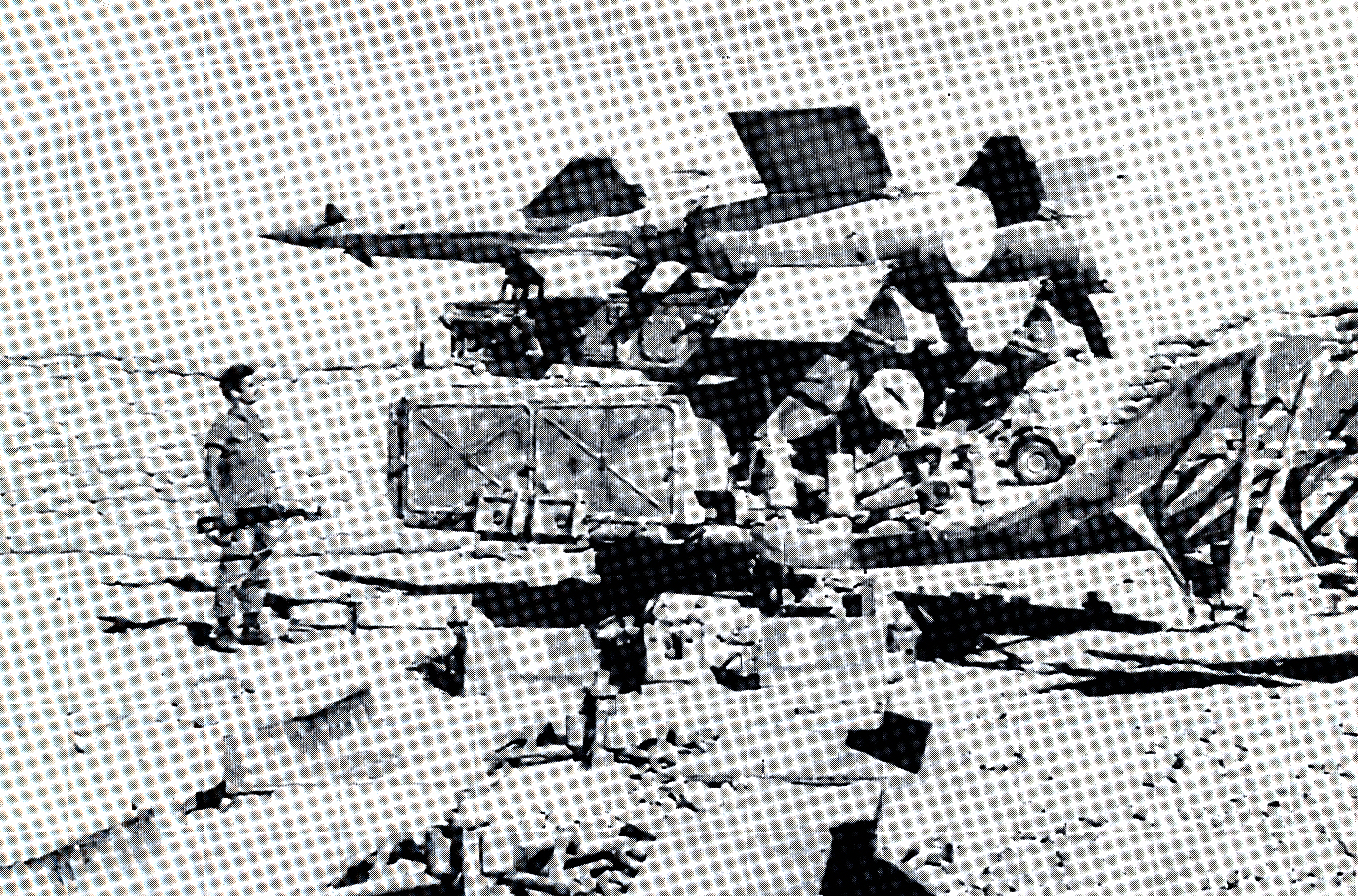
Egipski zestaw S-125, 1973 rok

30 czerwca dwie izraelskie grupy, łącznie 20 samolotów, podczas ataku na systemy plot. dostały się w ogień radzieckich systemów S-75 i S-125. Zestrzelono dwa samoloty Phantom. Do niewoli dostało się 3 Izraelczyków, a czwartemu udało się ukryć i został ewakuowany przez śmigłowiec Sikorsky CH-53. Po stronie radzieckiej i egipskiej zanotowano również straty w sprzęcie i ludziach. Za zestrzelenia izraelskich samolotów, dowodzący jedną z baterii kpt. Walerian Malauka otrzymał Order Czerwonej Gwiazdy. Miał on zostać mianowany Bohaterem Związku Radzieckiego, ale decyzję tę porzucono ze względu na litewskie pochodzenie wojskowego. W tym dniu doszło także do innego incydentu. Podczas walki doradca dowódcy dywizjonu Wiktor Kopylow rozpoczął poszukiwania zestrzelonego samolotu, który spadł 300 m od pozycji egipskich, w celu potwierdzenia jednego zestrzelenia, jednak nieoczekiwanie po walce został oskarżony o tchórzostwo i opuszczenie stanowiska bojowego. Portal radzieckich weteranów wojny w Egipcie wyjaśnia, iż rolą oficera politycznego w jednostkach bojowych było potwierdzanie zestrzeleń izraelskich samolotów. Ponadto za każdy zestrzelony samolot izraelski lub wziętego do niewoli pilota egipskie dowództwo wyznaczyło nagrodę. Doprowadzało to do sytuacji, w których żołnierze egipscy, w celu zarobienia dodatkowych pieniędzy, brali do niewoli pilotów radzieckich.
1 lipca doszło do omyłkowego ostrzelania rakietami samolotu pasażerskiego lecącego z Luksoru do Kairu.
2 lipca doszło do izraelskiego ataku, w wyniku którego zniszczono dywizjon S-75.
3 lipca stanowiskom rakiet Strieła 2 udało się zestrzelić dwa Skyhawki.
4 lipca zakończyły się tygodniowe naloty Izraelczyków na baterie radziecko-egipskie. W ich trakcie udało się zniszczyć pięć baterii plot. przy trzech zestrzelonych Phantomach.
5 lipca egipskie i sowieckie załogi S-75 i S-125 pierwszy raz zostały zaatakowane przez 24 samoloty. Pierwszy nalot odbył się o godz. 15:00. W jego trakcie Izraelczycy stracili dwa Phantomy. O godzinie 16:00 doszło do kolejnego ataku. Mimo posiadanych informacji o rozlokowaniu systemów plot. Siły Powietrzne Izraela straciły kolejnego Phantoma. W trakcie ataku zginął radziecki wojskowy w randze generała majora. Był to najwyższy stopniem wojskowy i jedyny zabity generał ZSRR poza granicami kraju.
 Do 13 lipca Izraelczycy ograniczyli się do wykonywania lotów rozpoznawczych. Do tego czasu trwało montowanie nowych, amerykańskich systemów zagłuszania do samolotów Phantom. Do kolejnego starcia doszło 18 lipca. Po stronie izraelskiej wytypowano do ataku najlepszych pilotów, w tym asów izraelskiego lotnictwa: mjra Szmu’ela Checa i ppłka Awihu Ben-Nuna. Celem nalotu miały być egipskie stanowiska obrony plot., jednak zastosowany przez Sowietów system maskowania systemów sprawił, że część z atakowanych stanowisk okazało się obsługiwane przez kontyngent radziecki. Podczas ataku samolot Checa został trafiony, a uszkodzenia uniemożliwiły wylądowanie awaryjne na Synaju i samolot rozbił się w okolicach Ismailii. Chec nie zdołał się katapultować. Ataku odwetowego na stanowisko plot. chciał dokonać Ben-Nun, jednak jego manewr został wykryty, a sam samolot ostrzelany. Tym razem uszkodzona maszyna zdołała uciec w stronę Synaju. Dopiero za trzecim razem udało się zniszczyć stanowisko, które zestrzeliło Checa. Cała obsługa baterii, to jest 8 żołnierzy radzieckich, zginęła. W nocy, po bitwie, Izraelczycy wysłali na terytorium Egiptu kilka śmigłowców, które ewakuowały pilotów, którzy się katapultowali podczas bitwy.
30 lipca doszło do starcia Sowietów z 12 samolotami Mirage i 4 udającymi Skyhawki Phantomami (operacja Rimon 20). Kiedy Sowieci zorientowali się, że przechwycenie Skyhawków nie uda się, nie było już możliwości ucieczki. Izraelczycy osaczyli radzieckie maszyny. W trakcie walk Izraelczycy zestrzelili 3 samoloty.
3 sierpnia był ostatnim dniem starć radziecko-izraelskich. W okolicach Ismailii Sowieci od kilku dni wdrażali nowy system maskowania i rozmieszczania baterii plot., który był wynikiem doświadczeń wojny w Wietnamie. Baterie ustawiano po obu stronach kanału na polach kukurydzy, nakrywano płachtami materiału, aby nadać im nieregularne kształty lub symulować rozstawione namioty. Rozstawiono także w nieregularny sposób stanowiska Szyłek wokół systemów S-125 i S-75. Wszystko zostało zaplanowane tak, aby Izraelczycy myśleli, że znajdują się w bezpiecznych strefach lotu. 3 sierpnia ok. 11:30 nadleciała znad Synaju pierwsza grupa uderzeniowa. Zestrzelono jednego Skyhawka, który wpadł w zasadzkę baterii plot. Zmusiło to Izraelczyków do wycofania się, ale po 14:00 nastąpiła druga fala ataku. Również i teraz udało się trafić jeden samolot. Mimo to Izraelczycy przeszli do ataku pozycji. Część z nich okazała się fałszywa. Doszło do zestrzelenia kolejnego Phantoma, którego załoga katapultowała się i dostała do niewoli. Mosze Goldwaser zmarł na następny dzień od poniesionych ran, a Jigalowi Szochatowi amputowano nogę i przekazano go później stronie izraelskiej. Po 17:00 Izraelczycy sprowokowali otworzenie ognia przez egipsko-sowieckie stanowiska, wypuszczając balony, które na radarach zostały wychwycone jako obiekty latające. W ten sposób wykryto pozycje stanowisk baterii, ale nie ponowiono ataku. Po tej obronie podpułkownicy Konstantin Popow i Nikołaj Kutyncew, dowodzący bateriami, otrzymali tytuły Bohaterów Związku Radzieckiego oraz Ordery Czerwonej Gwiazdy.

### Okres po rozejmie egipsko-izraelskim
Zgodnie z Planem Rogersa od 7 sierpnia 1970 roku zaczęło obowiązywać zawieszenie broni pomiędzy Egiptem i Izraelem. Radzieckie oddziały przeszły na dyżury zmianowe, ustalono także harmonogram urlopów, aby nie osłabić gotowości bojowej jednostek. Zaprzestano również przeprowadzania lotów bojowych. Sowieci skupili się na szkoleniu egipskich załóg systemów plot. oraz doradzaniu w kwestiach formowania i przygotowania jednostek wojsk obrony plot.
W marcu 1971 roku doszło do częściowej wymiany personelu. W pierwszej kolejności rotacje przeprowadzono wśród załóg systemów plot. i pilotów. Następnie wymieniono oficerów. 6 marca pierwszy transportowiec „Iwan Franko” przypłynął do portu w Sewastopolu. W trakcie zmian jednostki pozostałe w Egipcie weszły w stan gotowości bojowej. 30 maja do Sewastopola zawinął kolejny transportowiec „Admirał Nachimow”.
W dniach 27–28 maja 1971 roku doszło do spotkania prezydenta Egiptu Anwara Sadata z przewodniczącym Prezydium Rady Najwyższej ZSRR Nikołajem Podgornym. Nowy prezydent Egiptu potwierdził gotowość i chęć państwa do zbrojnego odbicia Synaju. Jednocześnie poprosił o kolejne dostawy nowego sprzętu wojskowego dla egipskiej armii. Zgodnie z umową już na wiosnę 1972 roku do Egiptu przybyło 16 samolotów Su-17.
6 lipca 1972 roku Sadat zrezygnował z pomocy radzieckiego kontyngentu. 8 lipca przekazał tę decyzję ambasadorowi ZSRR w Egipcie Władimirowi Winogradowowi wraz z żądaniem całkowitego wycofania się wojsk sowieckich z Egiptu do 17 lipca. Do 16 lipca z Egiptu wycofano 15 000 wojskowych i techników. W organizację powrotu zaangażowano samoloty An-12, Ił-18, Ił-62, An-22 oraz liniowce. Podczas powrotu personelu lotniczego do ZSRR doszło do incydentu, w którym egipscy wojskowi zablokowali pas startowy na lotnisku, aby uniemożliwić wylot. Wszystkie pozycje bojowe wraz ze sprzętem i systemami plot. oddano w ręce armii egipskiej. Część specjalistów i doradców, ok. 1500–2000 osób, pozostała w Egipcie na bezpośrednią prośbę egipskiego dowództwa wojskowego.

## Podsumowanie operacji

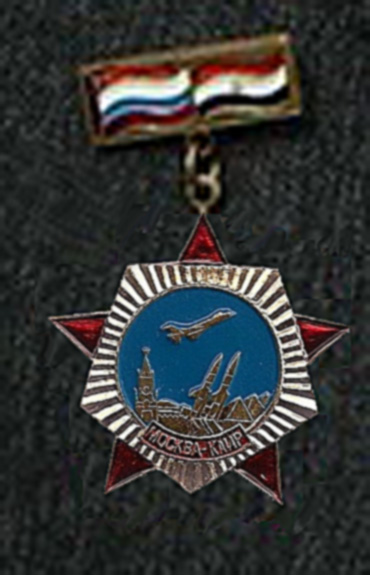
Medal przyznawany żołnierzom radzieckim służącym w Egipcie podczas wojny na wyczerpanie

Sposób zakończenia operacji przez Sadata wpłynął na pogorszenie relacji egipsko-radzieckich, jednak mimo to współpraca wojskowa trwała dalej i kolejne partie sprzętu były dostarczane Egiptowi w latach późniejszych.
Dokładna liczba zabitych po stronie radzieckiej nie jest znana. Uważa się, że najbardziej kompletna lista żołnierzy, którzy zginęli poza granicami ZSRR została podana w X tomie Księgi Pamięci 1948-82, która zawiera 58 nazwisk poległych w Egipcie. Strona weteranów wojny w Egipcie podaje, że w ciągu operacji miało zginąć 8 wojskowych, a 166 żołnierzy i oficerów zostało odznaczonych, w tym ośmiu pośmiertnie. Ginor i Remez podają, że od marca 1969 roku do sierpnia 1970 roku Sowieci stracili 35 osób.
Źródła nie są jednoznaczne co do zestrzeleń izraelskich samolotów. Portal Top War podaje 8 zniszczonych maszyn i 3 zestrzelone. Inne źródła podają, że od czerwca do sierpnia 1970 roku Sowieci zestrzelili 5 izraelskich samolotów.
Po wojnie Izraelczycy przyznali, że radziecka obecność w Egipcie utrudniła i skomplikowała im działania wojenne. Ponadto żołnierze radzieccy byli lepiej wyszkoleni od Egipcjan. Pułkownik Aharon Szawit miał powiedzieć:

uderzyliśmy w egipsko-radziecki mur. Kiedy Rosjanin skryje się w okopie, to nie można go wyciągnąć, dopóki się go nie zabije. Siły Powietrzne Izraela nie miały pomysłu na obejście ich rakiet